# 야쿠시도역 (미야기현)
야쿠시도역(일본어: 薬師堂駅)은 일본 미야기현 센다이시 와카바야시구 시라하기마치에 있는 센다이 시 지하철 도자이 선의 역이다. 역 번호는 T 10이다.

## 역 구조
도시 계획 도로 기쓰네코지니지 선 아래에 위치하고 있다. 버스풀을 병설한 역전 광장이 있어서, 시의 남동부 방면으로 가는 버스 노선의 중심역이다. 승강장은 지하 2층이다.

### 타는 곳
| 1 | ■ 도자이 선 |  | 아라이 방면                     |  |
| 2 | ■ 도자이 선 |  | 센다이・야기야마도부쓰코엔 방면 |  |

## 출구 안내
기타1, 미나미1의 총 2곳이다.

### 기타1 출입구
- 버스・택시 정류장
- 무쓰 고쿠분지 흔적
- 무쓰 고쿠분니지 흔적
- 무쓰 고쿠분지 야쿠시도
- 하쿠산 신사
- 세이와가쿠엔 고등학교
- 미야기노하라 공원 종합운동장
  - Kobo파크 미야기
  - 센다이 시 육상 경기장
  - 현영 테니스 코트장

### 미나미1 출입구
- 와카바야시 구청
  - 와카바야시구 문화 센터
  - 와카바야시 도서관
  - 와카바야시 구 주오 시민 센터
- 성 우르술라 가쿠엔 에이치 초・중・고등학교
- 도호쿠 의과 약과 대학 와카바야시 병원
- 야쿠시타카사고호리도리
- 미야기노하기도리

## 역 주변
- 세이와가쿠엔 고등학교 야쿠시도 캠퍼스
- 센다이 시 와카바야시 구청
- 센다이 시 와카바야시 도서관
- 센다이 시립 미나미코이즈미 초・중학교
- 성 우르술라 가쿠엔 에이치 초・중・고등학교
- 도호쿠 의과 약과 대학 와카바야시 병원(구, NTT 히가시니혼 도호쿠 병원)
- 나나주나나 은행 미나미코이즈미 지점
- 야마가타 은행 미야기노 지점
- 센다이 야쿠시도 우체국
- 무쓰 고쿠분지
- 무쓰 고쿠분니지
- Kobo파크 미야기
- 센다이 화물 터미널 역 (JR 화물)

## 역사
- 2000년 10월: 역명(가칭) 공표.
- 2007년: 착공.
- 2013년 12월 24일: 역명 정식 발표.
- 2015년 12월 6일: 영업 개시.

## 인접역
| 센다이 시 지하철 ■ 도자이 선      | 센다이 시 지하철 ■ 도자이 선 | 센다이 시 지하철 ■ 도자이 선 |
| --------------------------------- | ---------------------------- | ---------------------------- |
| T 09 렌보 야기야마도부쓰코엔 방면 |                              | 오로시마치 T 11 아라이 방면  |